# حصن باسليمان (حجر)
'

تعديل مصدري - تعديل

حصن باسليمان هي إحدى قرى عزلة الصداره بمديرية حجر التابعة لمحافظة حضرموت، بلغ تعداد سكانها 572 نسمة حسب تعداد اليمن لعام 2004.